# لويس فيليبي
لويس فيليبي (بالإسبانية: Luis Felipe Laverde) مواليد 6 يوليو 1979 في كولومبيا، هو دراج كولومبي في صنف سباق الدراجات على الطريق. شارك في دورة الألعاب الأولمبية الصيفية.

## سجل النتائج

### سباقات أو مراحل فاز بها
- طواف إيطاليا

## وصلات خارجية
- الموقع%20الرسمي

## روابط خارجية
- لويس فيليبي على موقع الاتحاد الدولي للدراجات (الإنجليزية)
- لويس فيليبي على موقع أرشيف الدراجات (الإنجليزية)
- لويس فيليبي على موقع إحصائيات الدراجات الإحترافية (الإنجليزية)
- لويس فيليبي على موقع نسبة الدراجات (الإنجليزية)
- لويس فيليبي على موقع CycleBase (الإنجليزية)
- لويس فيليبي على موقع اللجنة الأولمبية الدولية (الإنجليزية)
- لويس فيليبي على موقع أوليمبيديا (الإنجليزية)